# Förenta nationernas konferens om biologisk mångfald 2022
FN:s konferens om biologisk mångfald 2022 hölls i Montréal i Kanada 7 till 19 december. Konferensen var den femtonde i ordningen och förkortas därför ofta COP15. Konferensen syftade till att enas kring en global överenskommelse att skydda förlusten av arter och deras livsmiljöer. 
Konferensen var planerad att hållas i oktober 2020, men blev försenad på grund av covid-19-pandemin. Den planerades sedan om till att hållas 2022 i Kunming i Kina, men blev efter ett antal diskussioner förlagd till Montreal. 

## Resultat
Konferensen ledde bland annat till att man antog målet om att skydda 30% av land- och havsytorna innan 2030, populärt kallat 30-by-30.
Målet var ett av de 23 målen i ramverket för biologisk mångfald (Kunming-Montreal Global Biodiversity Framework) som antogs.